# Résinier
Pour l’article ayant un titre homophone, voir raisinier.
 (janvier 2010).
Si vous disposez d'ouvrages ou d'articles de référence ou si vous connaissez des sites web de qualité traitant du thème abordé ici, merci de compléter l'article en donnant les références utiles à sa vérifiabilité et en les liant à la section « Notes et références ».

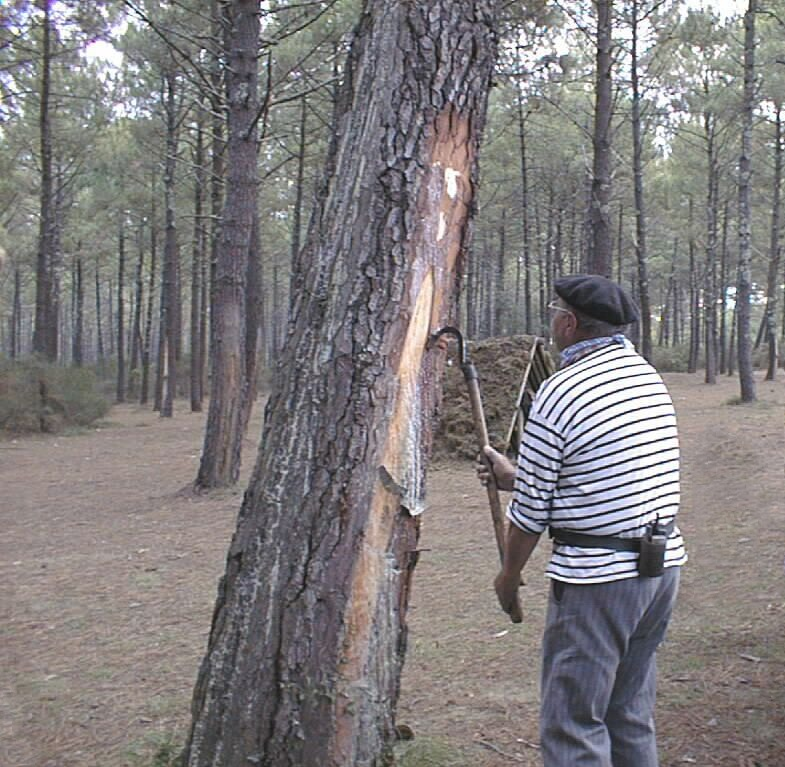
Gemmeur dans la forêt des Landes

Le résinier est un professionnel effectuant des saignées dans les pins et récoltant la résine qui s'en écoule.
Stricto sensu, le gemmeur est celui qui récolte la gemme, tandis que le résinier est celui qui la transforme dans la distillerie. Progressivement, les deux termes ont été associés, l'usage les confond aujourd'hui.

## En France
Le gemmeur (en gascon, gemèr ou (ar)rosinèir), est celui qui pratique le gemmage. Il s'occupe de récolter la résine des 4000 à 6000 pins maritimes de sa parcelle. On le rencontre surtout de la seconde moitié du XIXe siècle à la fin des années 1980. Il effectue des saignées dans les pins (cares) et récolte la gemme qui s'en écoule, dans des pots de résine fixés aux arbres.
Sous l'Ancien Régime, la condition matérielle des résiniers était des plus précaires. Les contrats draconiens qui les liaient aux propriétaires leur laissaient à peine de quoi subsister.
Un siècle plus tard, si la situation du gemmeur s'est sensiblement améliorée, elle n'inspire toujours pas l'envie. Selon un contrat proche du métayage, il est associé à moitié au revenu de son travail et non payé à la journée comme un ouvrier. Le propriétaire fournit le matériel : pots de résine, crampons, pointes et une cabane pour abriter le gemmeur et sa famille en pleine forêt. Le gemmeur doit se procurer les outils et les entretenir. De janvier à octobre, les résiniers travaillent à récolter la résine et pendant les mois d'hiver, ils entretiennent la forêt, débroussaillent et paillent les chemins. Ils recevaient leur premier salaire à la première récolte, soit au mois de mai.
Le travail est souvent pénible : les résiniers parcouraient la forêt en semaine, du lever au coucher du soleil. En dehors des débuts et fins de campagnes de gemmage, les actions sont assez répétitives et consistent à pratiquer la pique (entailler à nouveau le pin pour raviver sa blessure et assurer un débit de résine suffisant) et récolter la résine, souvent aidé de sa femme. Le soir il faut encore entretenir les outils en affûtant le tranchant du hapchot.
Devenir gemmeur ne s'improvise pas, on dit qu'il faut 3 ans à un jeune pour devenir un bon résinier, et souvent le savoir se transmet de père en fils. La partie la plus délicate à assimiler est l'affûtage des outils, qui conditionne la qualité du travail et donc du revenu.

### Revendications sociales
Dans ces conditions de travail, il est naturel que les gemmeurs aient cherché à obtenir de meilleures conditions de travail et une plus grande sécurité financière, alors surtout qu'ils voyaient de nombreux gros propriétaires s'enrichir considérablement grâce au fruit des récoltes successives.
Les actions menées par les gemmeurs ont donc été nombreuses, et parfois fort rudes. On peut par exemple citer les émeutes qui se sont déroulées à Sabres en 1863, où plusieurs gemmeurs ont été arrêtés puis condamnés à de la prison ferme avant d'être graciés par Napoléon III. La célèbre manifestation de Mont-de-Marsan du 18 mars 1934, qui a réuni plus de 30 000 gemmeurs et petits propriétaires à une époque où la ville ne comptait que 12 000 habitants ; ou bien encore les grèves très dures de 1919 et de 1937 qui ont duré près d'un mois. En avril 1935, 12 000 gemmeurs des trois départements des Landes de Gascogne se réunirent aux arènes de Bordeaux (au Bouscat), pour réclamer l'établissement d'un prix minimum du cours de la barrique de gemme.

### La grande grève des métayers-gemmeurs de 1937
Même s'ils étaient toujours légalement considérés comme des métayers, leur activité tendait à les assimiler à des ouvriers, puisqu'ils ne partageaient pas la récolte mais le fruit de la vente. Pour mettre fin à cette ambiguïté, la fédération des gemmeurs luttait pour l'obtention d'un statut légal du métayer-gemmeur. Un cahier de revendications fut élaboré. La liste de ces revendications fut aussitôt soumise au syndicat corporatif forestier, qui regroupait les propriétaires, lesquels refusèrent d'accéder à ces revendications, ce qui déclencha une riposte unanime des gemmeurs.
La grève générale fut proclamée et immédiatement suivie pendant un mois par plus de 30 000 gemmeurs. À ce terme, les propriétaires finirent par accepter le dialogue et n'acceptèrent qu'une timide modification du statut de métayer. Les gemmeurs reprirent le travail.

### La fin du gemmage?
Il fallut cependant attendre 1968 pour qu'une convention collective vienne réglementer la profession et mette ainsi un terme à certains abus. Mais il était sans doute trop tard, car déjà à cette époque, la mort du gemmage était programmée. L'État est à l'origine de l'ouverture brutale du marché français des produits de la gemme à la concurrence étrangère  (venant notamment du Portugal, de l'Espagne ou de Grèce et ce, dès 1952). Cette ouverture totale et sans concertation du marché français à des produits à faible prix de revient s'est poursuivie sans contrainte avant l'entrée de ces pays dans la Communauté Economique Européenne. On a alors assisté à une baisse généralisée des cours de la résine. Un autre effet de cette décision a été de favoriser l'introduction en France de la technique américaine du gemmage à l'acide sulfurique. Le procédé du gemmage à l'acide sulfurique, ou « gemmage activé », consiste à accélérer et à augmenter la quantité de résine produite par le pin au moment des piques en pulvérisant la plaie avec de l'acide sulfurique.
Malgré ses effets néfastes sur l'environnement, qui sont loin d'être négligeables, les avantages supposés de cette méthode sont de réduire les coûts de main-d'œuvre (les piques sont moins fréquentes, donc pour un même nombre d'arbres, on a besoin de moins de résiniers) tout en augmentant dans le même temps la production de résine.
Néanmoins, fin 2016, la commune de Le Porge a ouvert une distillerie et espère relancer le métier dans la région Aquitaine.
| Année | Nombre de gemmeurs |
| ----- | ------------------ |
| 1950  | 16 500             |
| 1969  | 10 000             |
| 1977  | 472                |
| 1983  | 223                |
| 1989  | 76                 |

## Galerie
Résiniers en France

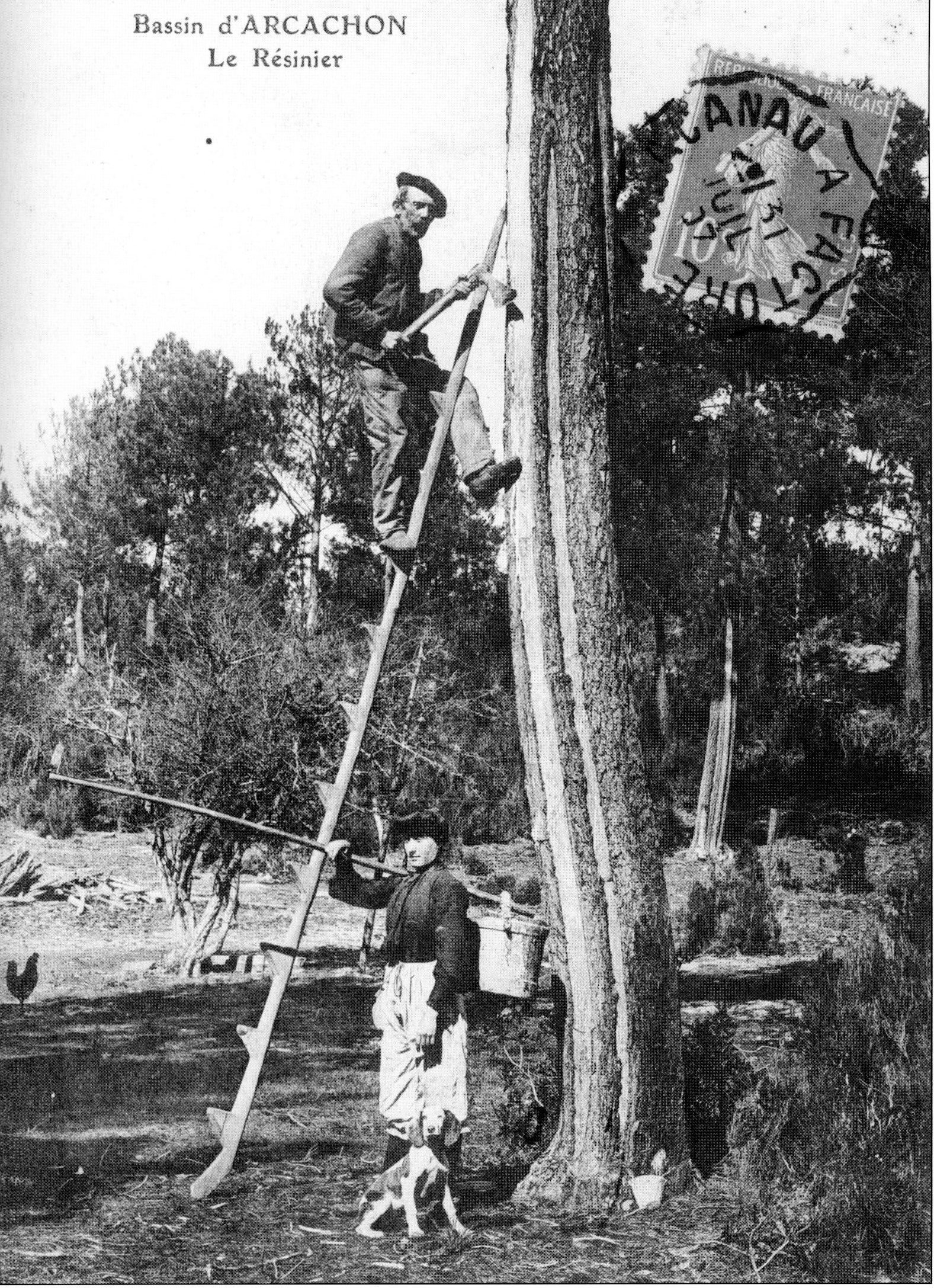
Résinier du Bassin d'Arcachon sur son pitey
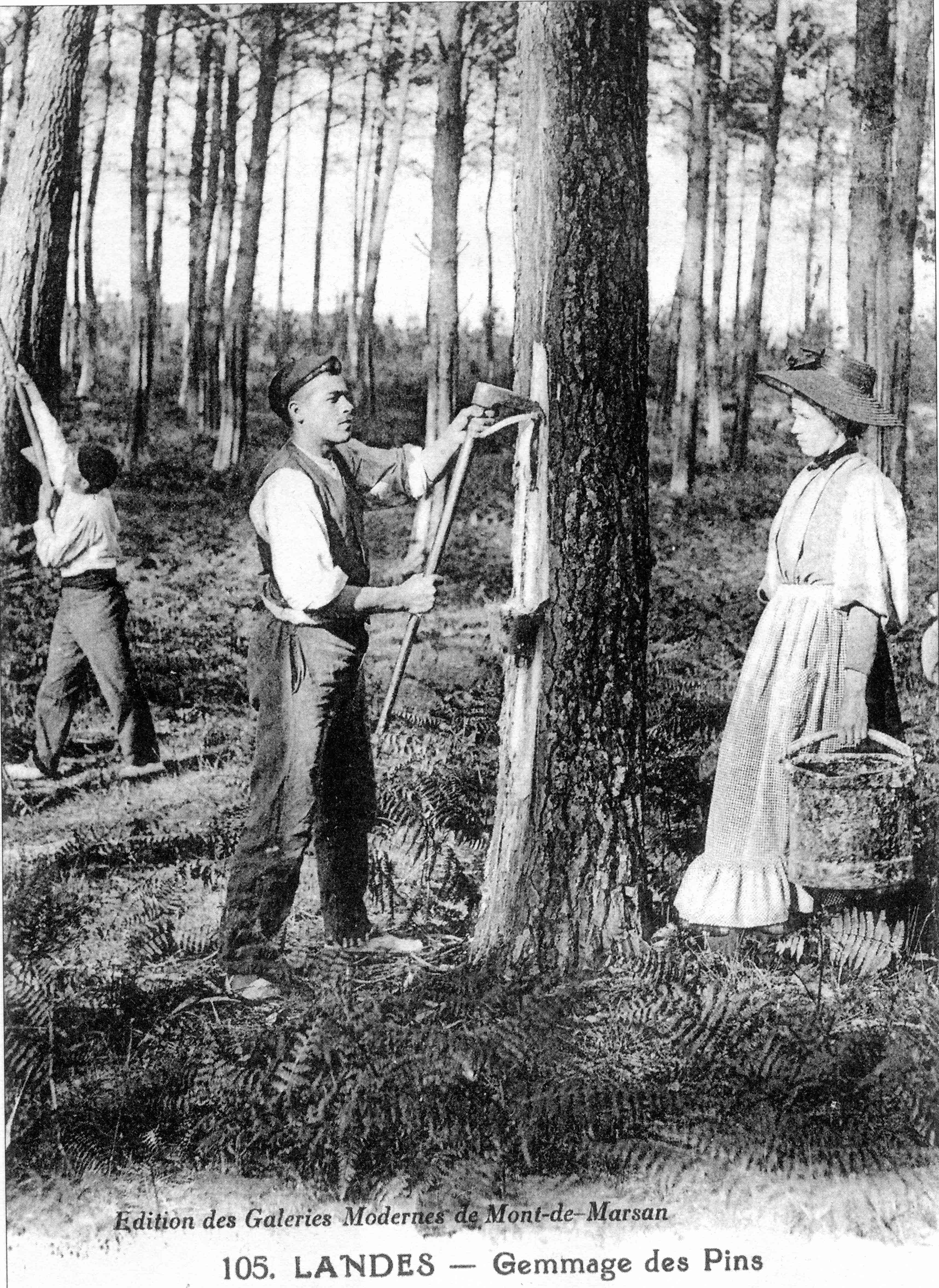
Résinier pratiquant la pique

Résiniers dans d'autres pays

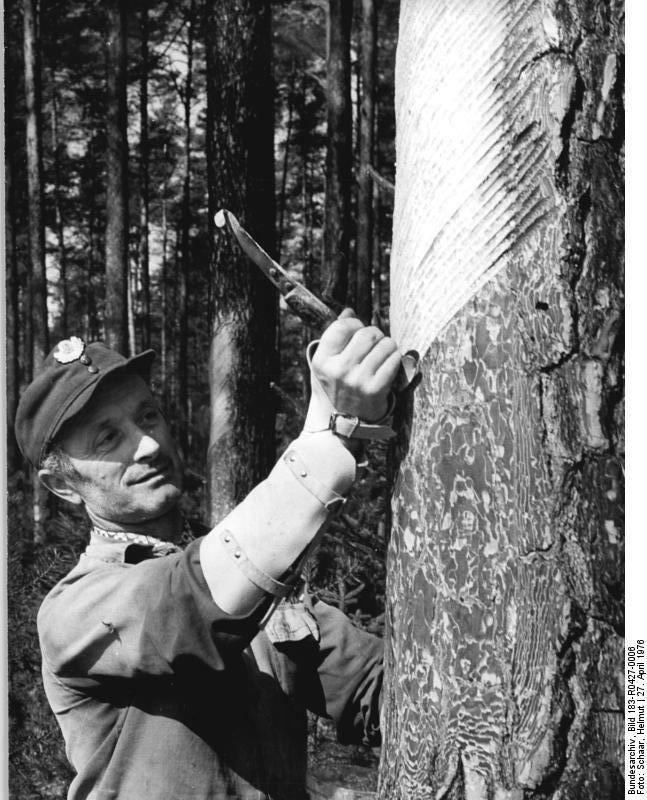
Résinier en Allemagne (1976)
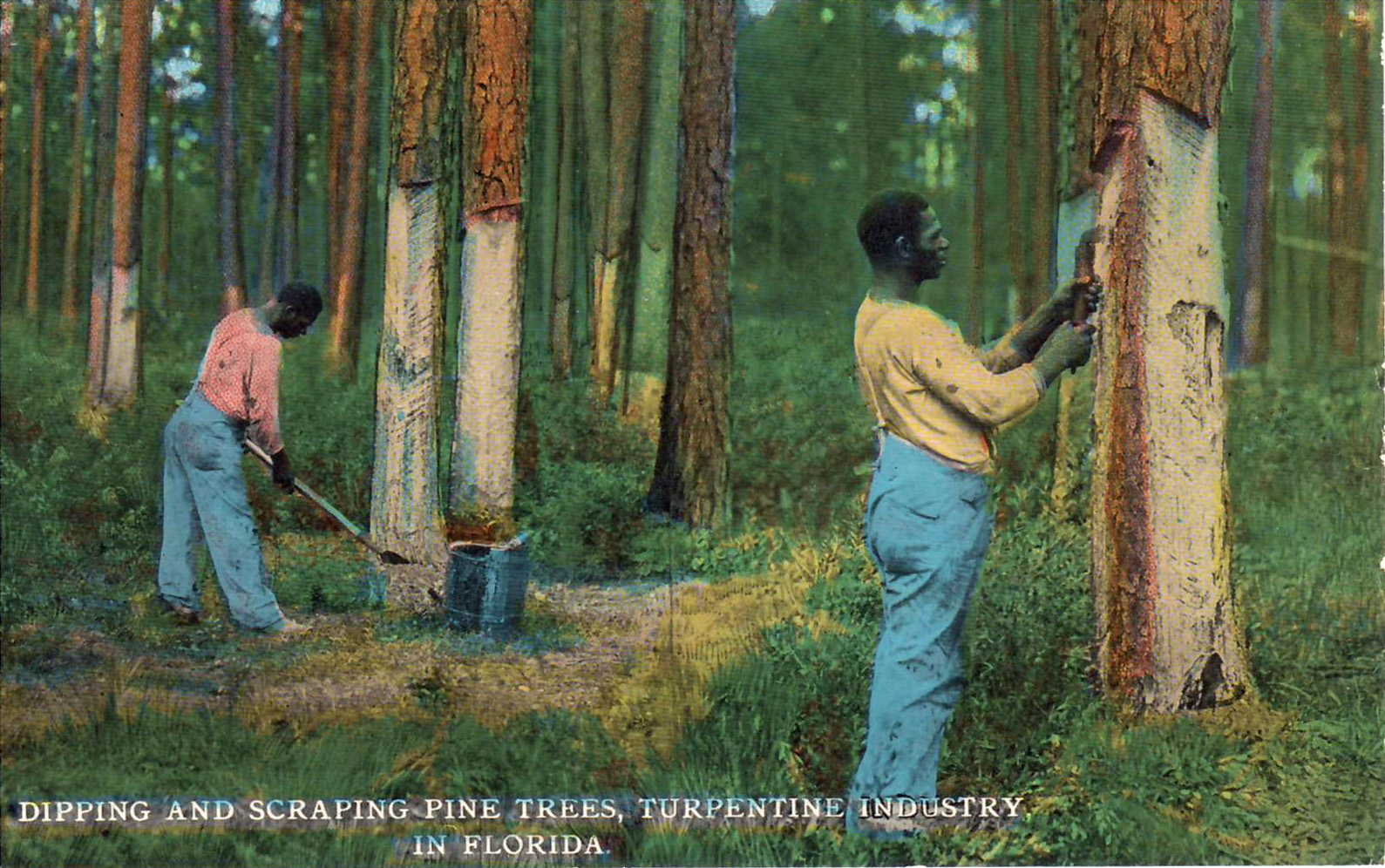
Résiniers en Floride, aux États-Unis (1912)